# Sustancia neuroactiva natural
Una sustancia neuroactiva natural (NAS) es una sustancia química sintetizada por neuronas que afecta las acciones de otras neuronas o células musculares. Las sustancias neuroactivas naturales incluyen neurotransmisores, neurohormonas y neuromoduladores. Los neurotransmisores funcionan solo entre neuronas adyacentes a través de sinapsis. Las neurohormonas se liberan en la sangre y funcionan a distancia. Algunas sustancias neuroactivas naturales actúan como transmisores y como hormonas.